# Walter Melon
Walter Melon (1996–1997) – amerykańsko-francuski serial animowany emitowany w Jetix i Bajkowym kinie TVN. W Polsce wyemitowano 52 odcinki. Od 3 listopada 2008 roku serial był emitowany w Jetix Play.
W 2001 roku, po przejęciu przez The Walt Disney Company Fox Kids Worldwide, w tym Saban Entertainment, prawa do serialu przeszły na Disneya.

## Charakterystyka
Każdy odcinek jest parodią znanego filmu, serialu, bajki lub powieści, a w drugim sezonie serii parodiowane są postacie historyczne. Prawdziwym bohaterom, takim jak Windiana Bones (Indiana Jones), Supergość (Superman), czy Srocky (Rocky), przytrafia się wypadek lub z innej przyczyny stają się niedysponowani, co uniemożliwia im ukończenie misji lub zrobienia tego z czego zasłynęli w historii. Wtedy kontaktują się z Walterem Melonem – bohaterem do wynajęcia za rozsądną cenę. Melon, żyje w czasach współczesnych, ale postaci nawet z odległej przeszłości kontaktują się z nim jakby nadal żyły. Ten przebiera się za swoich klientów i wypełnia zadania za nich. Czasem towarzyszy mu jego pomocnik – Bilon. W każdym odcinku czarnym charakterem jest blady cynik o zielonej bujnej czuprynie. Niezmienna jest także postać kobiety, która w każdym odcinku ma inne imię i zwykle jest osobą towarzyszącą oryginalnemu bohaterowi, lecz nie zauważa, że Walter to zastępca.
Walter Melon nie ma wspaniałych możliwości, jakimi posługują się bohaterowie przez niego parodiowani. Oni są przystojni, uprzejmi, wysportowani, on zaś otyły, prosty w obejściu i czasem gruboskórny. Ale Melon ma jedną niezwykłą zdolność – jest zawsze całkowicie pewny, że tam, gdzie inni zawiedli, on da radę sam. Ma także wielkie szczęście, w przeciwieństwie do Bilona. Bilon czasem przebiera się w postać towarzyszącą głównemu bohaterowi w prawdziwym życiu, filmie, serialu, bajce lub powieści. Przykład: Gdy Walter Melon robił za Piotra Curie, ten był Marią Skłodowską-Curie.

## Bohaterowie
- Walter Melon – tytułowy bohater serialu, bohater do wynajęcia. Otyły, prosty w obejściu i czasem gruboskórny człowiek, który ma jedną niezwykłą zdolność – jest całkowicie pewny, że tam gdzie inni zawiedli, on da radę sam.
- Bilon – przyjaciel Waltera Melona. Współpracuje z Melonem. Ma starszą siostrę, przez którą w dzieciństwie omal się nie utopił.
- Cynik – główny antagonista serialu, wróg postaci, które wynajęły Waltera Melona, a co za tym idzie także jego. W każdym odcinku ma inne imię. Sporadycznie, jest kobietą. W niektórych odcinkach ich spór kończy się pokojowo. Warto nadmienić, że gdy Walter został wynajęty przez Marię Skłodowską i Piotra Curie, przyczyną sporu było nieszczęśliwe nieporozumienie. Nie zamierzał (w przeciwieństwie do większości odcinków) nikomu szkodzić ani przypisywać sobie niczyich zasług.
- Amelia – kobieta, która ma problemy z Cynikiem. Melon zawsze jej pomaga, dając radę z Cynikiem.

## Wersja polska
Wersja polska: Master Film na zlecenie TVN
Główne role:
- Marian Opania – Walter Melon
- Wojciech Paszkowski – Cynik
- Włodzimierz Press – Bilon
- Janusz Bukowski – Piotr Curie
- Damian Damięcki
- Tadeusz Borowski
- Kinga Tabor – Amelia

W pozostałych rolach:
- Krzysztof Stelmaszyk
- Jacek Bursztynowicz
- Janusz Nowicki
- Leopold Matuszczak
- Dorota Lanton
- Robert Tondera
- Izabella Bukowska
- Zbigniew Konopka
- Zbigniew Suszyński
- Jacek Braciak
- Marcin Troński
- Mieczysław Morański
- January Brunov
- Anna Apostolakis
- Adam Bauman
- Sara Müldner
- Jakub Truszczyński
- Łukasz Nowicki
- Jan Kulczycki
- Jolanta Wilk
- Tomasz Bednarek
- Jacek Kopczyński
- Jolanta Grusznic
- Dariusz Odija
- Jarosław Boberek
- Artur Kaczmarski
- Brygida Turowska
- Elżbieta Bednarek
- Jacek Mikołajczak
- Joanna Orzeszkowska
- Krystyna Kozanecka
- Jolanta Wołłejko
- Aleksander Mikołajczak
- Marek Bocianiak
- Jarosław Domin
- Tomasz Marzecki
- Janusz Wituch
- Edward Dargiewicz
- Mirosław Guzowski
- Ryszard Nawrocki
- Stefan Knothe
- Józef Mika
- Andrzej Arciszewski

i inni
Wykonawcy piosenek:
- Anna Apostolakis
- Monika Wierzbicka
- Piotr Gogol
- Adam Krylik

Reżyseria:
- Ilona Kuśmierska (odc. 1-2, 5-6, 10, 12, 14),
- Ewa Kania (odc. 3-4, 7-9, 11, 13, 15)

Dialogi:
- Joanna Klimkiewicz (odc. 1, 3, 8-10, 14),
- Elżbieta Kowalska (odc. 2, 5, 7, 15),
- Kaja Sikorska (odc. 4, 11-13),
- Monika Zalewska (odc. 6)

Dźwięk:
- Małgorzata Gil (odc. 1-2, 5-6, 10, 12, 15),
- Urszula Ziarkiewicz (odc. 3-4, 7-8, 11, 13),
- Anna Barczewska (odc. 9, 14)

Montaż:
- Paweł Siwiec (odc. 1-2, 10, 12, 15),
- Agnieszka Kołodziejczyk (odc. 3-4, 7-9, 11, 13),
- Michał Przybył (odc. 5-6, 14)

Kierownictwo produkcji:
- Romuald Cieślak (odc. 1-13),
- Dorota Suske-Bodych (odc. 14-15),
- Ewa Chmielewska

Teksty piosenek: Andrzej Brzeski

Opracowanie muzyczne: Eugeniusz Majchrzak

Lektorzy:
- Jacek Brzostyński (odc. 1-24),
- Jacek Sobieszczański (odc. 25-27)

## Odcinki
- Serial liczy 52 odcinki, podzielonych na 2 serie po 26 odcinków.
- W Polsce premiera serialu miała miejsce 1 listopada 1999 roku w telewizji TVN. W późniejszym czasie serial emitowany był również na kanałach Jetix (wcześniej Fox Kids) i Jetix Play.
- Premiera odcinków w Jetix Play:
  - odcinki 1-13 – 3 listopada 2008 roku,
  - odcinki 14-26 – 2 lutego 2009 roku.
- Jetix Play pomijał odcinek 21 oraz nie emitował „napisów końcowych” w odcinkach 14-26.

### Spis odcinków
| N/o            | Polski tytuł                         | Francuski tytuł                      | Angielski tytuł                                  | Parodia                           |
| -------------- | ------------------------------------ | ------------------------------------ | ------------------------------------------------ | --------------------------------- |
|                |                                      |                                      |                                                  |                                   |
| SERIA PIERWSZA |                                      |                                      |                                                  |                                   |
|                |                                      |                                      |                                                  |                                   |
| 01             | Marcepan – władca dżungli            | Tarzon, l’homme primate              | Marzipan the Apeman                              | Tarzan                            |
| 01             | Zmutowany pyłek Goldenroda           | Agent double nul                     | Goldenrod                                        | Goldfinger                        |
|                |                                      |                                      |                                                  |                                   |
| 02             | Melon kontratakuje                   | Le pire contre-attaque               | The Melon Strikes Back                           | Imperium kontratakuje             |
| 02             | Walter Melon w mazi                  | Le plop                              | The Glob                                         | Blob, zabójca z kosmosu           |
|                |                                      |                                      |                                                  |                                   |
| 03             | Star Tryk                            | Star truc                            | Star-Blecch                                      | Star Trek                         |
| 03             | (Specman i Rubin)                    | L’homme chauve sourit                | Splatman and Rubin                               | Batman i Robin                    |
|                |                                      |                                      |                                                  |                                   |
| 04             | Znak Zerro                           | D’un Z qui veut dire Zéro            | The Mark of Zero                                 | Zorro                             |
| 04             | Windiana Bones i Świątynia Ciemności | Nevada Jones et la timbale           | Windiana Bones and the Temp of Doom              | Indiana Jones i Świątynia Zagłady |
|                |                                      |                                      |                                                  |                                   |
| 05             | Park Melasajski                      | Mélassique parc                      | Molasses Park                                    | Park Jurajski                     |
| 05             | Supergość                            | Supergars                            | Superguy                                         | Superman                          |
|                |                                      |                                      |                                                  |                                   |
| 06             | Niezwykli kwiatostrażnicy mocy       | Les fleurs rangers                   | The Far Out Flower Rangers                       | Power Rangers                     |
| 06             | Dobin Wood                           | Train des bois                       | Dobin Wood                                       | Robin Hood                        |
|                |                                      |                                      |                                                  |                                   |
| 07             | Srocky XII                           | Groggy XII                           | Groggy XII                                       | Rocky                             |
| 07             | Łotruś Pan                           | Pitre Pan                            | Peter Pun                                        | Piotruś Pan                       |
|                |                                      |                                      |                                                  |                                   |
| 08             | Bunt na Bańce                        | Les révoltes du T-Bone               | Mutiny on the Bouncy                             | Bunt na Bounty                    |
| 08             | Zmiecionator                         | Bousillator                          | Moperminator                                     | Terminator                        |
|                |                                      |                                      |                                                  |                                   |
| 09             | Pizzeria Czerwony Kapturek           | Le gros chaperon rouge               | Big Red Riding Hood and the Pizzas               | Czerwony Kapturek                 |
| 09             | Trach muszkieterów                   | L’étroit mousquetaire                | The Stout Musketeer                              | Trzej muszkieterowie              |
|                |                                      |                                      |                                                  |                                   |
| 10             | Misja Melonowa                       | Mission pas possible                 | Melon Impossible                                 | Mission: Impossible               |
| 10             | Robotroll                            | Robo-talon                           | Robomelon                                        | RoboCop                           |
|                |                                      |                                      |                                                  |                                   |
| 11             | Niesamowity Bulk                     | L’incroyable Gluck                   | The Incredible Bulk                              | Incredible Hulk                   |
| 11             | Sconan barbarzyńca                   | Cognant le barbant                   | Noman the Barbarian                              | Conan Barbarzyńca                 |
|                |                                      |                                      |                                                  |                                   |
| 12             | Dzień Melona                         | Le rond, la belle et les truands     | A Fistful of Melon                               | Za garść dolarów                  |
| 12             | Melon w krainie swarów               | Hélas au pays des merveilles         | Melon in Blunderland                             | Alicja w krainie czarów           |
|                |                                      |                                      |                                                  |                                   |
| 13             | Gambo                                | Rambof                               | Whambo                                           | Rambo                             |
| 13             | Zęby                                 | L’édenté de la mer                   | Gums                                             | Szczęki                           |
|                |                                      |                                      |                                                  |                                   |
| 14             | Ciężkie prace Herkulesa              | Hercule, tous travaux                | The Hard Labours of Hercules                     | 12 prac Heraklesa                 |
| 14             | Pies Basenwilów                      | Le chien de Basketville              | The Hound of the Basketvilles                    | Pies Baskerville’ów               |
|                |                                      |                                      |                                                  |                                   |
| 15             | Powrót do kłopotliwej przeszłości    | Retour vers la bavure                | Back to Melon’s Blundering Future                | Powrót do przyszłości             |
| 15             | Pizzolubne żółwie daj-półmi          | Tortues de Tae Kwon Do               | New Age Pizza Lovin’ Tae Kwon Do Tortoises       | Wojownicze Żółwie Ninja           |
|                |                                      |                                      |                                                  |                                   |
| 16             | Dzień nieudolności                   | Incompétence Day                     | Incompetence Day                                 | Dzień Niepodległości              |
| 16             | King Gong                            | King Gong                            | King-Gong                                        | King Kong                         |
|                |                                      |                                      |                                                  |                                   |
| 17             | Ben kur                              | Ben Ahordhur                         | Ben Hurdy-Gurdy                                  | Ben-Hur                           |
| 17             | Folder Dżungli                       | Les livreurs de la jungle            | The Jungle Schnook                               | Księga dżungli                    |
|                |                                      |                                      |                                                  |                                   |
| 18             | Franck i Stein                       | Franck et Stein                      | Frank & Stein                                    | Frankenstein                      |
| 18             | Nieprzewidzialny człowiek            | L’homme imprévisible                 | The Derisible Man                                | Niewidzialny człowiek             |
|                |                                      |                                      |                                                  |                                   |
| 19             | Obcy                                 | Zalien                               | Shalien                                          | Obcy                              |
| 19             | Ocelot                               | Dancelot                             | Dance a Lot                                      | Lancelot                          |
|                |                                      |                                      |                                                  |                                   |
| 20             | Tymczasowy kosmita                   | T.E.T.                               | T.E.T. The Temporary Extraterrestrial            | E.T.                              |
| 20             | Człowiek pająk                       | Arachnoman                           | Arachnoman                                       | Spiderman                         |
|                |                                      |                                      |                                                  |                                   |
| 21             | Kwaśimodo                            | Grossomodo                           | Squashymodo                                      | Dzwonnik z Notre Dame             |
| 21             | Walter, wesoły duszek                | Chichille le gentil fantôme          | Walter the Jolly Ghost                           | Kacper, przyjazny duch            |
|                |                                      |                                      |                                                  |                                   |
| 22             | Leć pan                              | Top fun                              | Top Fun                                          | Top Gun                           |
| 22             | Nokio i jego nos                     | Pitrocchio                           | Gnocchio                                         | Pinokio                           |
|                |                                      |                                      |                                                  |                                   |
| 23             | Melon w krainie los                  | Le magicien d’Ozone                  | Melon of Snoz                                    | Czarnoksiężnik z krainy Oz        |
| 23             | Siat Max                             | Gag Max                              | Fat Max, The Roo’s Revenge                       | Mad Max                           |
|                |                                      |                                      |                                                  |                                   |
| 24             | Powrót Wamipira                      | Vampire que tout!                    | The Vampire Bites Back                           | Drakula                           |
| 24             | Krzysztof Kolumbas                   | Christophe Talon                     | Christopher Columsy                              | Krzysztof Kolumb                  |
|                |                                      |                                      |                                                  |                                   |
| 25             | Z Archiwum Y                         | Aux frontieres du rural              | Hex Files                                        | Z archiwum X                      |
| 25             | Karate świr                          | Kelraté Kid                          | Kerazy Kid                                       | Karate Kid                        |
|                |                                      |                                      |                                                  |                                   |
| 26             | Dr Grzeczny i Mr Odór                | Docteur J’Épile et Mister Poil       | Dr. Jiggle and Mr. Snide                         | Doktor Jekyll i pan Hyde          |
| 26             | Kapryśna lampa Palladyna             | Alafin et la lampe défectueuse       | Palladin and the Capricious Lamp                 | Aladyn                            |
|                |                                      |                                      |                                                  |                                   |
| SERIA DRUGA    |                                      |                                      |                                                  |                                   |
|                |                                      |                                      |                                                  |                                   |
| 27             | Walter XIV Król Żart                 | Achille XIV, le roi désastre         | Walter XIV, the Fun King                         | Ludwik XIV                        |
| 27             | Walter Melon zdobywa szczyt          | Talon sur le toit du monde           | Melon on the Mountain                            | Edmund Hillary                    |
|                |                                      |                                      |                                                  |                                   |
| 28             |                                      | Talon marche sur la Lune             | Houston, the Melon Has Landed                    | Neil Armstrong                    |
| 28             |                                      | Caïus Talonnus                       | Walterius Caesar                                 | Juliusz Cezar                     |
|                |                                      |                                      |                                                  |                                   |
| 29             |                                      | Les Huns et les autres               | Attila the Melon                                 | Attyla                            |
| 29             |                                      | Le premier vol d’Archille Wright     | Melon Takes Flight                               | Bracia Wright                     |
|                |                                      |                                      |                                                  |                                   |
| 30             |                                      | Vini, vidi da Vinci                  | Vini Vici Da Vinci                               | Leonardo da Vinci                 |
| 30             |                                      | En déroute vers l’Ouest              | Go West Young Melon                              | Lewis i Clarke                    |
|                |                                      |                                      |                                                  |                                   |
| 31             |                                      | Ponce de Talon                       | Ponce de Melon                                   | Juan Ponce de León                |
| 31             |                                      | Talon et les cavaliers sauvages      | Rough Rider Melon                                | Theodore Roosevelt                |
|                |                                      |                                      |                                                  |                                   |
| 32             |                                      | Talon à OK Corral                    | Melon at the O.K. Corral                         | Strzelanina w O.K. Corral         |
| 32             |                                      | Ampoule au Talon                     | Melon Lights the Way                             | Thomas Edison                     |
|                |                                      |                                      |                                                  |                                   |
| 33             |                                      | Le drakkar du gros et lent           | You Reykjavik and I’ll Rake Mine                 | Eryk Rudy                         |
| 33             |                                      | Le sauvage central                   | Caveman for Hire                                 | Odkrywcy ognia                    |
|                |                                      |                                      |                                                  |                                   |
| 34             |                                      | Talon à la barbe fleurie             | Charlemagne                                      | Karol Wielki                      |
| 34             |                                      | Achille Talon de Lion                | King Walter the Melon-Hearted                    | Król Ryszard Lwie Serce           |
|                |                                      |                                      |                                                  |                                   |
| 35             |                                      | Et pourtant elle tourne              | And Yet It Make Your Head Spin                   | Galileusz                         |
| 35             |                                      | Le Talon de la liberté               | Melon of Liberty                                 | Frédéric-Auguste Bartholdi        |
|                |                                      |                                      |                                                  |                                   |
| 36             |                                      | Maestro Talon                        | Maestro Melon                                    | Wolfgang Amadeus Mozart           |
| 36             |                                      | Johann Talonberg                     | Johann Melonberg                                 | Johann Gutenberg                  |
|                |                                      |                                      |                                                  |                                   |
| 37             |                                      | Talon en Montgolfier                 | Hot Air Melon                                    | Bracia Montgolfier                |
| 37             |                                      | Cap’tain Talon, corsaire de la reine | Sir Francis Melon                                | sir Francis Drake                 |
|                |                                      |                                      |                                                  |                                   |
| 38             |                                      | Francisco Vasquez Talon de Coronado  | Francisco Vasquez Melon de Colonado              | Vasco da Gama                     |
| 38             |                                      | Taloyoshi                            | Samurai Melon                                    | Ieyasu Tokugawa                   |
|                |                                      |                                      |                                                  |                                   |
| 39             |                                      | Achille Talon Casanova               | Walter Casanova, Lady Killer                     | Giacomo Casanova                  |
| 39             |                                      | Achillo Picasso                      | Walter Picasso                                   | Pablo Picasso                     |
|                |                                      |                                      |                                                  |                                   |
| 40             |                                      | Talon de pire empire                 | A Napoleon With Melon on Top                     | Napoleon Bonaparte                |
| 40             |                                      | Achille Cook chez les Menehuns       | Hula Hula Melon                                  | James Cook                        |
|                |                                      |                                      |                                                  |                                   |
| 41             |                                      | Le bon, le jeune et le Talon         | Serf-City Serfitude                              | Aleksander II Romanow             |
| 41             |                                      | Achille Crockett                     | Walter Crochett                                  | Davy Crockett                     |
|                |                                      |                                      |                                                  |                                   |
| 42             |                                      | La pire amie d’Achille               | The 7th Melon of the World                       | Cheops                            |
| 42             |                                      | Sir Achille Raleigh                  | Qeen Elisabeth I & Sir Walter Melon              | Walter Raleigh                    |
|                |                                      |                                      |                                                  |                                   |
| 43             |                                      | Alexandre le grandiose               | Alexander the Greatest                           | Aleksander Wielki                 |
| 43             |                                      | Alexandre Graham Talon               | Alexander Graham Melon                           | Alexander Graham Bell             |
|                |                                      |                                      |                                                  |                                   |
| 44             |                                      | Marathon Talon                       | Marathon Melon                                   | Filippides                        |
| 44             |                                      | Achille Washington                   | It’s Melon By George                             | George Washington                 |
|                |                                      |                                      |                                                  |                                   |
| 45             |                                      | Talon d’Arabie                       | Melon of Arabia                                  | Lawrence z Arabii                 |
| 45             |                                      | Poulet Curie                         | Chicken Curie With Melon                         | Piotr Curie                       |
|                |                                      |                                      |                                                  |                                   |
| 46             |                                      | Talon, je présume!                   | Melon, I Presume                                 | Henry Stanley                     |
| 46             |                                      | Talon fait l’Hannibal                | Walter Melobal                                   | Hannibal                          |
|                |                                      |                                      |                                                  |                                   |
| 47             |                                      | Talon suit ses voix                  | Walter Hears Voices                              | Joanna d’Arc                      |
| 47             | To jakiś Trik!                       | Y a un truc                          | There’s a Trick in It!                           | Georges Méliès                    |
|                |                                      |                                      |                                                  |                                   |
| 48             |                                      | Les contes de Talon Grimm            | Once Upon a Melon                                | Bracia Grimm                      |
| 48             |                                      | Le mou du volant                     | You’re Driving Me Crazy                          | Rudolf Caracciola                 |
|                |                                      |                                      |                                                  |                                   |
| 49             |                                      | Talon de l’Amazone                   | Melon of the Amazon                              | Hernando Pizarro                  |
| 49             |                                      | Docteur Taloncrate                   | Melon, Heal Thyself                              | Hipokrates                        |
|                |                                      |                                      |                                                  |                                   |
| 50             |                                      | Achille pasteurisé                   | Pasteurized Melon                                | Ludwik Pasteur                    |
| 50             |                                      | Achille Vidocq                       | Walter Vidocq. the Adventurer With the Big Heart | Eugène-François Vidocq            |
|                |                                      |                                      |                                                  |                                   |
| 51             |                                      | Achille Desmoulins                   | Walter Desmoulins, Hero of French Revolution     | Camille Desmoulins                |
| 51             |                                      | Le pacte de Méphistorictus           | The Pact with Mephisneereles                     | Johann Wolfgang von Goethe        |
|                |                                      |                                      |                                                  |                                   |
| 52             |                                      | E = Talon 2                          | E=Melon2                                         | Albert Einstein                   |
| 52             |                                      | Marco Talo et la reine des nouilles  | That’s Usin’ Your Noodle, Walter Polo            | Marco Polo                        |
|                |                                      |                                      |                                                  |                                   |